# Дёмин, Владислав Анатольевич
Владисла́в Анато́льевич Дёмин (род. 22 июня 1974 года, Назарово, Красноярский край) — российский актёр, телеведущий и мастер боевых искусств. Депутат Государственной Думы ФС РФ третьего созыва (1999—2003).

## Биография
Владислав Анатольевич Дёмин родился 22 июня 1974 года в городе Назарово Красноярского края в семье Дёмина Анатолия Павловича (1948 года рождения) и Дёминой Любови Константиновны.
В 1989 году начал заниматься у-шу, через полгода занял 2-е место на краевых соревнованиях.
С 1991 по 1995 проходил очное обучение в Красноярском педагогическом институте на отделении физвоспитания.
В 1996 возглавил Федерацию рукопашного боя и традиционного каратэ Красноярского края.
Главным событием этого периода для Федерации стало проведение в 2000 году Чемпионата России по рукопашному бою в Красноярске.
Впоследствии за заслуги перед Федерацией Владиславу Дёмину был присвоен статус «Почётного президента».
В 1997 Дёмин прошёл по списку блока Александра Лебедя «Честь и Родина» в депутаты Законодательного собрания Красноярского края, где вошёл в Комиссию по туризму и спорту.
С 1999 по 2003 был депутатом Государственной думы Российской Федерации по списку ЛДПР.
С 2003 года начал сниматься в сериалах. С 2007 по 2011 проходил очное обучение в ГИТИСе.

## Награды
Награждён Знаком отличия III степени «За заслуги перед морской пехотой».
На Международном Бердянском кинофестивале лента «Товарищи полицейские» была признана лучшим телевизионным фильмом, а Дёмин за исполнение главной роли получил «Приз зрительских симпатий».
15 февраля 2017 года награждён медалью «Участнику военной операции в Сирии» (приказ Министерства Обороны РФ № 692 от 6 октября 2016 года).

## Фильмография
| Год  | Название                            | Персонаж                                                    | Примечания, номинации и награды                                         |
| ---- | ----------------------------------- | ----------------------------------------------------------- | ----------------------------------------------------------------------- |
| 2003 | Боец                                | «Сладкий» / Антон Сладко, экс-чемпион Европы по боксу       |                                                                         |
| 2005 | Ненависть                           | Директор ресторана                                          |                                                                         |
| 2005 | Подкидной                           | Ординарец майора НКВД Женина                                |                                                                         |
| 2006 | Острог. Дело Фёдора Сеченова        | Чапай                                                       |                                                                         |
| 2006 | Главный калибр / Хроника «Ада»      | Отто Скорцени                                               |                                                                         |
| 2007 | Пантера                             | Золотой, экс-чемпион мира по хоккею                         |                                                                         |
| 2008 | Боец-2                              | Антон Сладко «Сладкий», экс-чемпион мира по боксу           |                                                                         |
| 2008 | Хорошие парни                       | Андрей Медведев                                             |                                                                         |
| 2010 | Морпехи                             | Сергей Александрович Ремизов                                | Награждён знаком отличия III степени «За заслуги перед морской пехотой» |
| 2011 | Товарищи полицейские                | Влад Рублевский, старший оперуполномоченный убойного отдела | Приз зрительских симпатий на 15 Международном Бердянском кинофестивале  |
| 2011 | СОБР                                | «Швед» / Шведов, майор                                      |                                                                         |
| 2011 | Миссия невыполнима: Протокол Фантом | Заключённый в СИЗО                                          |                                                                         |
| 2012 | Бригада: Наследник                  | Капитан КГБ, ординарец генерала                             |                                                                         |
| 2012 | Брат за брата 2                     | Малыш киллер                                                |                                                                         |
| 2013 | Бретёр                              | Николай Юрьевич («Дюк»), игрок                              |                                                                         |
| 2014 | 22 минуты                           | Прапорщик Могила                                            |                                                                         |
| 2014 | Большой матч (Корея)                | чемпион Андрей                                              |                                                                         |
| 2022 | Лучшие в аду                        | «Мрамор», начальник штаба Белых                             |                                                                         |

Снимался в клипе песни «Дорога в никуда» (исполнитель Евгений Григорьев).

## Личная жизнь
С 2010 года женат на Анжеле Дёминой (Данниковой). Отец двух дочерей — Дарьи (23 ноября 2011 года) и Виктории (2 января 2018 года).